# 石川一洋
石川 一洋（いしかわ いちよう、1957年 - ）は、日本のジャーナリスト。NHK元記者。専門はロシア情勢。
NHK専門解説委員を務めその担当分野は、ロシア、ユーラシア、エネルギーなど。

## 人物・来歴
岩手県出身。岩手県立盛岡第一高等学校（1976年卒業）、東京大学文学部ロシア語ロシア文学科卒業後、1982年NHK入局。
1982年から1985年に秋田放送局記者、1985年から1988年に青森放送局三沢通信部記者を経て、1988年から1992年は報道局取材センター国際部記者を務め、1992年から1996年にモスクワ支局記者、1996年から1998年に報道局国際部記者、1998年から2002年に報道局国際部デスク・日露プロジェクト統括経て、2002年から2007年にはモスクワ支局長を務めた。1999年のキルギス日本人誘拐事件や、2001年の9.11同時多発テロ以降のアフガニスタン北部のタジク人の取材などを指揮した。2007年よりNHK解説委員室の解説委員を務めた。2010年からは解説委員主幹も務め、2017年にNHK退職後も解説委員は継続し『時論公論』、『おはよう日本』に出演している。この間の2014年には、ビザなし交流の一環で北方領土を訪問している。2017年より近畿大学の客員教授も務める。2020年には、東京大学エグゼクティブ・マネジメント・プログラム（EMP）での第25期プログラムにおいて外部講師を務めた。東海大学平和戦略国際研究所の客員教授も務める。このほか、サンクトペテルブルク経済フォーラムやウラジオストク東方フォーラム等の国際公開討論会（フォーラム）のモデレーターも務めた。2022年7月でNHK解説委員としての業務契約は終了し、8月以降は外部の立場からNHK専門解説委員を務め、引き続きロシア関係の解説を行っている。2023年8月2日のBS-TBS『報道1930』の出演以降はNHKに並行して民放にも出演している。

## 受賞・栄誉
ソビエト連邦の崩壊の報道で第40回菊池寛賞をNHKモスクワ支局として受賞した。旧ソビエトの核汚染の番組で放送文化基金賞をNHKモスクワ支局として受賞した。

## テレビ番組
携わった主な番組
「ソビエトを変えた7日間」「旧ソビエト戦慄の核実験」「地球核汚染」「カスピ海パイプライン戦争」「ロシア小さき人々」「ETV特集混迷するロシア」「変わるフロントライン」「アシュケナージ」「自由へのコンサート」「ＺＯＮＥ核と人間」「ロシア・蘇る大国」「証言でつづる現代史・こうしてソ連邦は崩壊した」等。

## 著作物
主なもの
- 石川一洋 (1983-07-01). “フェット論”. 東京大学文学部露文研究室年報 (東京大学文学部ロシア文学研究室) 3:  85-99. doi:10.15083/00038499. ISSN 09107312.
- 石川一洋「第8回（ハバロフスク・ユジノサハリンスク）極東ロシア・エネルギー資源 金融危機は極東開発の逆風に（副団長：石川　一洋）」『日本記者クラブ会報』11月、日本記者クラブ、2008年。
- 石川一洋（分担執筆）「若きロシアウォッチャーが見たもの」『国際人・廣瀬武夫 : 海軍中佐・ロシア駐在武官補佐官 : その生き方・考え方の原点にあるものは何か?』童門冬二、櫻田啓、辻野功、古庄幸一、谷川清澄、阿川弘之、平松守彦、S. A. フルツカヤ、石川一洋、K. O. サルキソフ、川村秀、藤本隆宏、首藤勝次（共著）、PHP研究所、2010年。ISBN 9784569792293。[29]
- 石川一洋（分担執筆）『現代ロシアを知るための60章【第2版】』下斗米伸夫、島田博（編著）、明石書店、2012年。ISBN 4750336793。[30]
- 石川一洋（分担執筆）「[コラム］クリミア半島─共存と争いの歴史」『ナイチンゲールはなぜ戦地クリミアに赴いたのか』玉井史絵、石川一洋、森田由利子、杉浦裕子、丸山健夫、小宮彩加、中島俊郎、大田垣裕子、金沢美知（共著）、日本看護協会出版会、2022年。ISBN 4818023906。[31]